# Lilium pomponium
Lilium pomponium L. è una pianta perenne della famiglia delle Liliaceae.

## Descrizione
Il fusto nasce dal bulbo sotterraneo. Le foglie, lanceolate e dotate di ciglia alla base, sono numerose e sparse, percorse da nervature longitudinali. I fiori scarlatti, almeno due per pianta, sono penduli e sorretti da un racemo.

## Distribuzione e habitat
La specie è nativa delle Alpi sud-occidentali (Francia, Italia).
Vive nei pascoli e su terreni rocciosi calcarei fra i 1000 e i 2000 metri di altitudine.